# Matëi Visniec
Matei Vişniec, nascido em 29 de janeiro de 1956 em Rădăuţi, Romênia, é um dramaturgo romeno/francês, poeta e jornalista. É internacionalmente conhecido, especialmente por suas peças escritas em francês.

## Biografia
Graduou-se em 1980 na faculdade de história e filosofia da Universidade de Bucharest. Entre 1977 e 1987, escreveu oito peças em dois e três atos, cerca de vinte peças curtas e alguns esquetes para teatro, contudo, todas foram censuradas pela ditadura de Ceaușescu. Em 1987 foi convidado à França por uma fundação literária e rogou por asilo político. Entre agosto de 1988 e outubro de 1989, viveu em Londres, onde trabalho para a sessão romena da BBC. Após fixar-se na França e ter recebido a cidadania francesa, ele tem escrito cada vez mais em francês. Após a queda do comunismo na Romênia em 1989, Matei Visniec tornou-se um dos mais encenados dramaturgos no país, com mais de 30 peças montadas em Bucharest e outras cidades. Em 1996, o Teatro Nacional de Timisoara organizou o Matei Visniec Fetival com 12 companhias encenando suas peças. 
Atualmente trabalha como jornalista no Radio France Internationale.